# Coordenação internacional para o Decênio
Em 10 de novembro de 1998 a Assembleia Geral da ONU proclamou o primeiro decênio do século XXI e do terceiro milênio, os anos 2001 a 2010, como o Decênio internacional da promoção de uma cultura da não-violência e da paz em prol das crianças do mundo (texto da resolução em espanhol).

## As ONG
Em 2003 foi criado um Coordenação internacional para o Decênio da cultura da não-violência e da paz.

## Membros da Coordenação internacional
Coordenações nacionais (11) :
- Comitato italiano per il Decennio (Itália)
- Coordination béninoise pour la Décennie (Benim)
- Coordination canadienne pour la Décennie (Canadá) observateur
- Coordination congolaise pour la Décennie (RDC) observateur
- Coordination française pour la Décennie (Coordenação francesa para o Decênio) (França)
- Coordination marocaine pour la Décennie (Marrocos)
- Coordination togolaise pour la Décennie (Togo)
- Kooperation für den Frieden (Alemanha) observateur
- Österreichisches Netzwerk für Frieden und Gewaltfreiheit (Áustria)
- Plateforme congolaise pour la Décennie (Congo-Brazzaville)
- Platform voor een Cultuur van Vrede en Geweldloosheid (Países Baixos)

Associações internacionais (15) :
- Association Montessori Internationale
- Caritas Internationalis
- Church and Peace
- Conselho Mundial de Igrejas (CMI) observateur
- Conseil pontifical Justice et Paix observateur
- «FIACAT». (Fédération internationale des ACAT, Action des chrétiens pour l'abolition de la torture)
- Franciscains International
- Comité consultatif mondial des Amis / Friends World Committee for Consultation (Quaker)
- Initiatives et Changement - International
- International Fellowship of Reconciliation (IFOR)
- Ligue internationale des Femmes pour la Paix et la Liberté (LIFPL / (em inglês) WILPF)
- Pax Christi International
- Pax Romana / ICMICA
- Réseau Foi, Culture et Education (Afrique centrale)
- Servicio Paz y Justicia en América Latina (SERPAJ-AL) observateur

## Comité da patrocínio
São membros do comité da patrocínio da Coordenação internacional :
- Dalai Lama (Tenzin Gyatso), Prémio Nobel da Paz
- Sra. Mairead Corrigan Maguire, Prémio Nobel da Paz
- Adolfo Pérez Esquivel, Prémio Nobel da Paz
- Joseph Rotblat (†) Prémio Nobel da Paz
- Mons. Desmond Tutu, Prémio Nobel da Paz
- Sra. Elise Boulding
- Anwarul Chowdhury, secretário geral associado associado da Nações Unidas e alto representante da ONU
- Sra. Hildegard Goss-Mayr, Premio Niwano da paz
- Pastor Samuel Kobia, secretário geral da Conselho Mundial de Igrejas
- Cardeal Renato Martino
- Federico Mayor, presidente da fundação Cultura da paz (Madrid)
- Rainha Noor da Jordânia
- Prof. Andrea Riccardi, Premio Niwano da paz
- Marshall Rosenberg